# دلبر عجیب
دلبر عجیب یا دلبر غریبه (به انگلیسی: Strange Darling)، یک فیلم آمریکایی در ژانر دلهره‌آور به نویسندگی و کارگردانی جی‌تی مولنر است که در سال ۲۰۲۳ منتشر شد. ویلا فیتزجرالد، کایل گالنر، باربارا هرشی و اد بیگلی. جی آر بازیگران فیلم هستند. داستان فیلم به صورت روایت غیرخطی و در هفت بخش روایت شده و ماجرای زن و مردی جوان در غرب ایالات متحده آمریکا را دنبال می‌کند که رابطه آن‌ها از هم‌خوابگی یک‌شبه به یک بازی موش‌وگربه خطرناک تبدیل می‌شود که جای طعمه و شکارچی مدام در آن تغییر می‌کند.
ایده داستانی فیلم در هنگام دنیاگیری کووید-۱۹ و زمانی که صنعت سینما وضعیت خوبی نداشت به ذهن مولنر رسید. او قصد داشت فیلمی متفاوت بسازد که شخصیت آن یک دختر پایانی به خصوصیات کاملاً غافلگیرکننده باشد. دلبر عجیب به صورت کامل بر روی نگاتیو ۳۵ میلی‌متری و در ایالت اورگن جلوی دوربین رفت. جووانی ریبیسی که یکی از تهیه‌کنندگان فیلم نیز است در نخستین تجربه خود به عنوان فیلم‌بردار فعالیت کرد. فیلم ابتدا در ۲۲ سپتامبر ۲۰۲۳ در جشنواره فنتستیک فست نمایش داده شد و سپس در ۲۳ اوت ۲۰۲۴ توسط اکران شد. دلبر عجیب با تحسین گسترده منتقدان همراه بود و در زمینه فیلم‌نامه، کارگردانی، فیلم‌برداری، پیچش داستانی و عملکرد ویلا فیتزجرالد ستایش شد. بسیاری بازی در این فیلم را نقش برجسته جرالد توصیف کردند.